# Volker Skierka
Volker Skierka (* 21. September 1952 in Rheinfelden (Baden)) ist ein deutscher Journalist und Autor.

## Leben
Nach dem Abschluss der Realschule begann er eine Lehre als Technischer Zeichner, die er 1972 abschloss. Danach volontierte er bei den Nürnberger Nachrichten. Er ist Mitglied im PEN-Zentrum Deutschland.
Von 1975 an arbeitete er als Korrespondent für die Nachrichtenagentur Reuters, u. a. in Bayern, Bonn, sowie zuletzt in West-Berlin, von wo aus er auch über die DDR berichtete. 1979 wechselte er zur Süddeutschen Zeitung, blieb jedoch für weitere sechs Jahre als Korrespondent in West-Berlin. Nach weiteren Stationen in Hamburg und Lateinamerika wechselte Skierka 1992 von der SZ zu Merian, wo er für fünf Jahre Chefredakteur war. Als Feuchtwanger-Biograph setzte er sich Ende der 1980er Jahre für den Erhalt der Villa Aurora, dem ehemaligen Wohnhaus Lion Feuchtwangers in Los Angeles, ein.
Für seine Arbeit Irgendwann packt dich 'ne einzige Wut in der SZ wurde er 1980 mit dem Egon-Erwin-Kisch-Preis ausgezeichnet.
Seit 1997 arbeitet Skierka als freier Autor, u. a. für Die Zeit, stern, Spiegel, Deutschlandradio, DLF, und NDR. Skierka lebt in Hamburg.

## Werke (Auswahl)
- Armin Mueller-Stahl: Begegnungen – eine Biografie in Bildern. Knesebeck Verlag, München 2002, ISBN 3-89660-139-3.
- Fidel Castro – eine Biographie. Kindler Verlag, Berlin 2001, ISBN 3-463-40399-4.
- Macht und Machenschaften – die Wahrheitsfindung in der Barschel-Affäre, zusammen mit Cordt Schnibben. Rasch und Röhring Verlag, Hamburg 1988, ISBN 3-89136-189-0.
- Lion Feuchtwanger – eine Biographie. Quadriga-Verlag, Berlin 1984, ISBN 3-88679-104-1.